# The Simpsons Library of Wisdom
The Simpsons Library of Wisdom es una serie de libros acerca de varios personajes populares de Los Simpson. Hasta el momento se han lanzado 9 libros, pero próximamente saldrá el décimo libro. Los libros revelan características y detalles sobre los personajes y lugares en Springfield. Cada libro tiene una lista de los 40 mejores personajes y los 40 peores, así como un día en la vida de ese personaje principal del libro.

## Serie 1 - 2004

### The Homer Book
Este fue el primer libro con el que se estrenó esta serie de libros. El libro de Homer obtuvo mejores críticas y comentarios que el libro de Bart, ya que nunca antes de había dedicado un libro a la vida de Homer.

### The Bart Book
El libro de Bart fue lanzado en la primera serie. El libro es similar al de Bart Simpson's Guide to Life, y carácter de biografías también fue muy parecido, pero mucho más expandido. La guía de supervivencia escolar se reimprimió en las páginas de las cuestiones de Simpsons Ilustrated.

## Serie 2 - 2005

### The Ralph Wiggum Book
El libro de Ralph Wiggum se dio a conocer en la segunda serie de The Simpsons Library of Wisdom. El libro presenta la "sabiduría" de Ralph. Numerosos poemas hechos por él (como por ejemplo The Other Little Ringworm), una historia de "Wigglepuppy", su amigo perruno imaginario, y varias citas textuales suyas como "¡Yo como maíz!" y "Satanás me dijo que te dijera Hola".

### Comic Book Guy's Book of Pop Culture
El libro de la cultura popular del tipo de la tienda de tebeos fue lanzado al igual que el de Ralph en la segunda serie. El libro rompe el patrón de títulos por no haberse llamado "The Comic Book Guy Book". El libro muestra el proceso de asimilación de la cultura pop por parte del dependiente. Realmente no muestra detalles de su biografía.

## Serie 3 - 2006

### The Lisa Book
El Libro de Lisa fue lanzado en la tercera serie de la Biblioteca de la Sabiduría. Muestra detalles del día a día de Lisa Simpson, así como características de su forma de ser y de su vida.

### The Krusty Book
El libro de Krusty fue el segundo libro lanzado en la tercera serie. Muestra los mismos detalles que el libro de Lisa.

## Serie 4 - 2008

### Ned Flanders' Book of Faith
El libro de la fe de Ned Flanders se dio a conocer como el primer libro de la cuarta serie. Muestra detalles religiosos y lo cerca que está Ned de ellos. Puede ser muy útil para seguir de cerca la vida religiosa.

### The Book of Moe
El libro de Moe fue el segundo libro de la serie 4. De él se sacan los encuentros y citas con mujeres de Moe, así como sus colecciones y las llamadas telefónicas de Bart.

## Serie 5 - 2009

### The Marge Book
El libro de Marge se dio a conocer como el primer libro de la quinta serie. Fue lanzado en Estados Unidos el 10 de marzo de 2009, por lo que ya está a la venta en el Reino Unido. El libro sigue de cerca la vida de Marge Simpson fuera de su familia y es esencial para completar a la familia Simpson dentro de The Simpsons Library of Wismar.

### The Chief Wiggum Book of Crime and Punishment
El libro del jefe Wiggum se dará a conocer como el segundo libro de esta quinta serie en agosto de 2009 en los Estados Unidos, y en el Reino Unido en septiembre de este mismo año. Sin embargo puede ser que en el Reino Unido aparezca antes por la pauta de los tres libros anteriores.